# Драски и шарки
„Драски и шарки“ е името на сборник с разкази от Иван Вазов, излязъл в два тома през 1893 и 1895 г. Включените разкази са с публицистичен характер.